# Serres-Sainte-Marie
 Serres-Sainte-Marie  là một xã thuộc tỉnh Pyrénées-Atlantiques trong vùng Nouvelle-Aquitaine miền tây nam nước Pháp.